# Glaucocharis hobbyi
Glaucocharis hobbyi là một loài bướm đêm trong họ Crambidae.